# La Triche
Pour plus de détails, voir Fiche technique et Distribution.
La Triche  est un film français de Yannick Bellon sorti en 1984.

## Synopsis
Dans le cadre de son enquête sur l'assassinat d'un artiste de cabaret homosexuel nommé Morane, l'inspecteur Verta, marié et père de famille, lui-même secrètement bisexuel, rencontre un jeune et séduisant musicien, Bernard, dont il tombe amoureux. Leur relation, d'abord discrète, ne tarde pourtant pas être connue des proches du policier et la situation se corse encore davantage quand le jeune amant se retrouve accidentellement responsable de la mort de l'assassin de Morane.

## Fiche technique
- Réalisation : Yannick Bellon
- Scénario : Yannick Bellon, Alain Marcel , Rémi Waterhouse
- Photographie : Houchang Baharlou
- Musique : Catherine Lara
- Production : Production du Daunou
- Affiche : Philippe Lemoine
- Pays :  France
- Format : Couleurs
- Durée : 100 minutes
- Date de sortie : 8 août 1984

## Distribution
- Victor Lanoux : Michel Verta
- Anny Duperey : Nathalie
- Guillaume Boisseau : Fils de Michel et Nathalie Verta
- Xavier Deluc : Bernard Mirande
- Michel Galabru : Jean Morane / Sylvain Morane
- Valérie Mairesse : Marilyn
- Roland Blanche : Manuel Garcia
- Gérard Hérold : Gérard Verta
- Michèle Simonnet : l'épouse de Gérard
- Patrick Raynal : René Villedieu
- Guy Tréjan : Raymond, père de Nathalie
- Patrick Catalifo : Un jeune voyou
- Jacques Nolot : le patron du cabaret